# 放射強度
放射強度（ほうしゃきょうど、英語: radiant intensity）とは、点状の放射源からある方向へ時間あたりに放射される放射エネルギーを表す物理量である。
放射束を放射源から見た立体角で微分することにより得られる。SIにおける単位はワット毎ステラジアン（記号: W sr−1）が用いられる。
放射強度は方向によって変化する。例えばアンテナから放射される放射束は、アンテナの形状と方向によって密度が大きく異なり、角度によって放射強度が変わる。
また、放射強度は放射源がその広がりに比べて遠方にあり、点状とみなすことができるようなときに有用な量である。例えば星などの天体にも適用される。これに対して放射源の広がりを考慮するときは放射輝度を用いる。

## 定義
放射源から見て位置 r にある微小面積 ΔΣ を考える。微小面積 ΔΣ が放射源の周りに張る立体角を ω(ΔΣ) とし、ΔΣ を貫く放射束を Φ(ΔΣ) とするとき、r の方向への放射強度は
{\displaystyle I=\lim _{\Delta \varSigma \to 0}{\frac {\varPhi (\Delta \varSigma )}{\omega (\Delta \varSigma )}}={\frac {d\varPhi }{d\omega }}}
により定義される。ただしこの定義において放射源と被照射面 ΔΣ の間で吸収や散乱による放射エネルギーの減衰が無視できるものとする。

## 他の測光量との関係
定義から点状の放射源により曲面 Σ を貫く放射束 Φ(Σ) が
{\displaystyle \varPhi (\varSigma )=\int _{\omega (\varSigma )}I\,d\omega }
で与えられる。
放射束を曲面 Σ で微分すれば、この放射源による放射照度が
{\displaystyle E={\frac {d\varPhi }{d\varSigma }}={\frac {d\varPhi }{d\omega }}{\frac {d\omega }{d\varSigma }}={\frac {I\cos \theta _{\text{inc}}}{r^{2}}}}
として得られる。
微小断面積 dΣ の法ベクトルを nΣ とすれば
入射角は
{\displaystyle \cos \theta _{\text{inc}}=-{\hat {\boldsymbol {r}}}\cdot {\boldsymbol {n}}_{\varSigma }}
である。

広がりを持った放射源において、放射源の表面上の点から r 方向への放射輝度を L とする。
放射源の広がりが r に比べて充分に小さい場合には放射源の表面積 ΔS での積分により放射強度が
{\displaystyle I=\int _{\Delta S}L\cos \theta \,dS=\cos \theta \int _{\Delta S}L\,dS}
として得られる。ここで放射源の微小表面積 dS の法ベクトルを n とすれば r の方向余弦は
{\displaystyle \cos \theta ={\hat {\boldsymbol {r}}}\cdot {\boldsymbol {n}}}
であり、放射源の広がりが充分小さいという条件から方向余弦の変化を無視している。特に放射輝度が方向に依らない場合には
{\displaystyle I(\theta )=I_{n}\cos \theta }
と表わすことができて、この関係はランベルトの余弦則と呼ばれる。 

## 放射量の国際単位系
| 物理量         | SI単位                             | 記号    | 備考                     |
| -------------- | ---------------------------------- | ------- | ------------------------ |
| 放射エネルギー | ジュール                           | J       | 光における光度エネルギー |
| 放射束         | ワット                             | W       | 光における光束           |
| 放射強度       | ワット毎ステラジアン               | W/sr    | 光における光度           |
| 放射輝度       | ワット毎ステラジアン毎平方メートル | W/sr/m2 | 光における輝度           |
| 放射照度       | ワット毎平方メートル               | W/m2    | 光における照度           |
| 放射発散度     | ワット毎平方メートル               | W/m2    | 光における光束発散度     |
| 分光放射輝度   | ワット毎ステラジアン毎立方メートル | W/sr/m3 |                          |
| 分光放射照度   | ワット毎立方メートル               | W/m3    |                          |